# 269
Криза Римської імперії у 3 столітті. Період тридцяти тиранів. Правління імператора Клавдія II. У Китаї завершується період трьох держав, в Японії триває період Ямато, в Індії період занепаду Кушанської імперії, у Персії править династія Сассанідів.
На території лісостепової України Черняхівська культура. У Північному Причорномор'ї готи й сармати.

## Події
- Імператор Клавдій II здобуває перемогу над готами і отримує добавку «Гот» до свого імені.
- Імператор прямує у Паннонію на зустріч вторгненню вандалів.
- Герули плюндрують Афіни й острови Егейського моря.
- У Галльській імперії у місті Могонтіаціумі (сучасний Майнц) проголосив себе імператором Леліан. Він був убитий при облозі міста законним імператором Постумом, який загинув пізніше у тій же військовій операції. Імператором став Аврелій Марій, який незабаром був також вбитий. Імператором проголосили Вікторина.
- 26-им папою римським став Фелікс I.

## Померли
- Постум
- Імператриця Дзінґу